# Kreuzdachbildstock (Stangenroth, Nähe Forststraße, 1664)

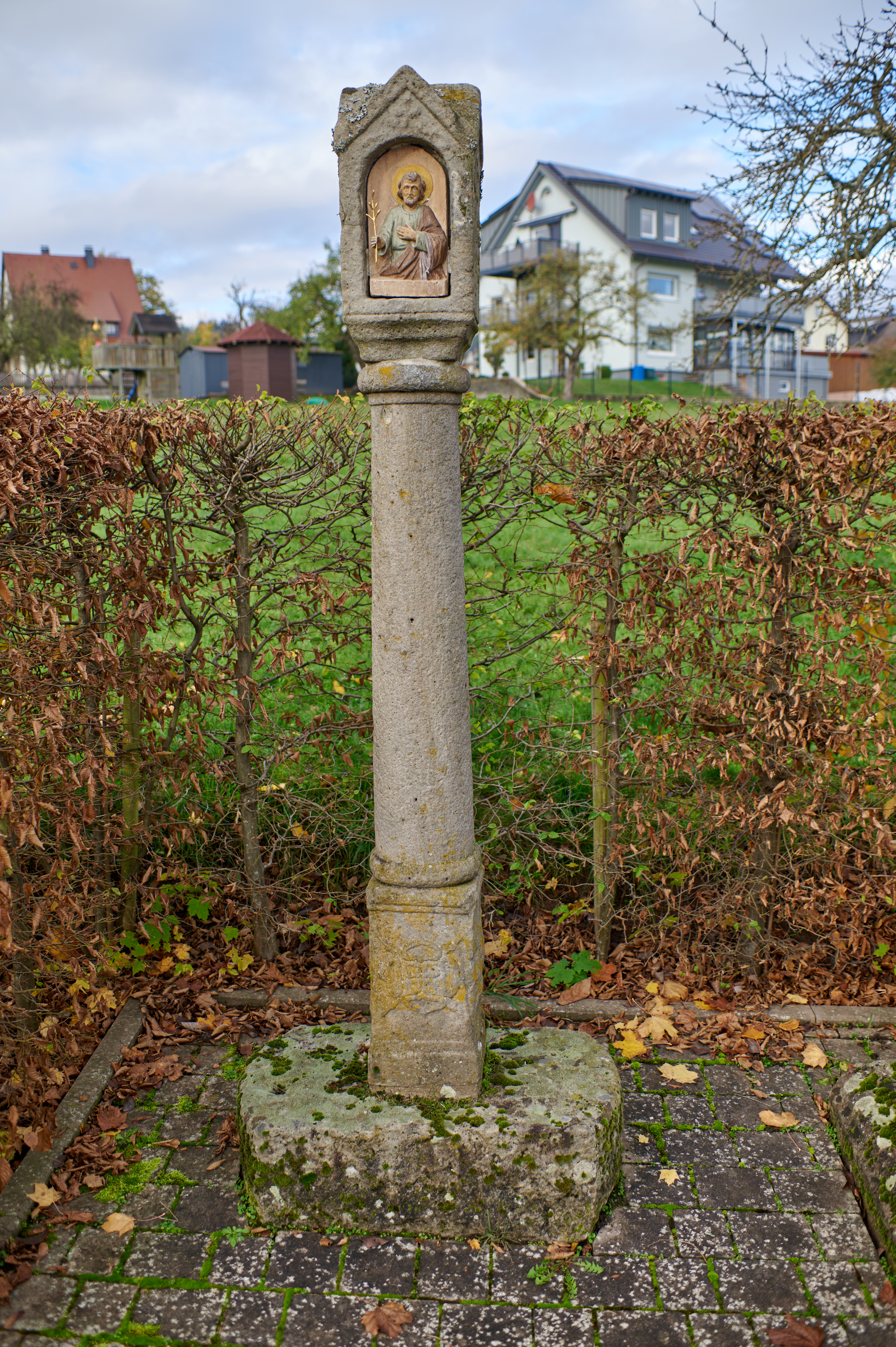
Kreuzdachbildstock in Stangenroth, Nähe Forststraße, 1664

Der Kreuzdachbildstock Nähe Forststraße, 1664 befindet sich in Stangenroth, einem Gemeindeteil des Marktes Burkardroth im unterfränkischen Landkreis Bad Kissingen in der Nähe der Forststraße. Dieser Kreuzdachbildstock und der um 1600 entstandene Kreuzdachbildstock nahe der Forststraße flankieren das Wegkreuz in der Nähe der Forststraße aus dem 18. Jahrhundert. Er stand früher vor der Kreuzbergstraße 149 und wurde im Jahr 1984 umgesetzt.
Der Bildstock gehört zu den Baudenkmälern von Burkardroth und ist unter der Nummer D-6-72-117-73 in der Bayerischen Denkmalliste registriert.

## Beschreibung
Der 230 cm hohe Kreuzhausbildstock besteht aus grauem Sandstein und entstand im Jahr 1664.
Auf einem 18 cm hohen versenkten Fundament befindet sich ein prismatischer Sockel mit konischem Schaft und einem Kreuzdachhaus. Das 18 cm hohe Fundament hat die Abmessungen 45 cm × 90 cm. Darin ist ein 50 cm hoher Schaftsockel mit den Abmessungen 23 cm × 24 cm eingelassen, aus dem ein 107 cm hoher konischer Schaft mit einem Durchmesser von 21 cm unten und 18 cm oben mit Basisringwulst (5 cm), Kapitellring (5 cm) Kapitellwwulst (5,5 cm) und darauf einem 55 cm hohen Kreuzdachhaus hinauswächst. Die Konsolenbasis hat die Abmessungen 19 cm × 19 cm und erweitert sich in 9 cm Höhe auf 25 cm × 23 cm.
Die Kreuzdachhauszier besteht aus:
a) Schauseite: im Giebeldreieck griechisches Kreuz. Darunter befindet sich eine Bildnische mit Abschlussbogen und einem modernen Holzeinsatz des hl. Josef
b) Kreuz auf Golgathahügel im Girlandenrahmen
c) links: griechisches Kreuz im Giebeldreieck. Darunter befindet sich eine Viererpalmette, darunter drei durch plastische Querleisten getrennte Zeilen: IHS mit einem Kreuz auf dem H, dann INRI, dann die Jahreszahl „1664“.

d) Rückseite: im Giebeldreieck fünfblättrig aufgehende Lebensblume, die von zwei gegenständigen gerollten Spiralfäden flankiert wird. In den Zwickeln befinden sich Winkel, darunter ist in lateinischen Großbuchstaben folgende Inschrift zu lesen:

„DIES HAT LASEN

MACHEN GOTT

ZV EHREN LEONH

ART SELLER VON

STANGENROTH

MARGRET SEIN

HAUSFRAUEN

MICHEL (?) KLEIN (?)

HENTZ .....

GOTT ZU .....REN“

Die Sockelzier besteht aus:
a) Schauseite: Vierblatt mit Diagonalkreuz

b) rechts: Vierblatt mit Diagonalkolben mit einem eingeschriebenen kleineren Vierblatt

c) unklar

d) unklar